# Tony Abbott (écrivain)
 (janvier 2019).
Pour les articles homonymes, voir Tony Abbott et Abbott.
Tony Abbot, né le 26 octobre 1952 à Cleveland, est un écrivain américain spécialisé dans la littérature jeunesse. Avec plus de 95 ouvrages à son actif, il s'est fait un nom grâce à sa série à succès Les Secrets de Droon, qui s'est écoulée à plus de 12 millions d'exemplaires et a été traduite dans plusieurs langues, dont le français. Abbott est également salué pour sa profonde humanité et son dévouement inébranlable à l'art de l'écriture, deux qualités qui ont été le moteur de ses deux décennies de carrière[réf. nécessaire].

## Éducation & carrière littéraire
À l'âge de huit ans, la famille Abbott déménage à Fairfield, Connecticut, où son père obtient un poste de professeur d'histoire américaine à l'université. Tony suit une scolarité variée entre école paroissiale et lycée public, puis s'inscrit à l'Université du Connecticut. Il y étudie d'abord la musique et la psychologie avant de se spécialiser en littérature anglaise. Après l'obtention de son diplôme, il voyage en Europe pour élargir ses horizons culturels.
De retour aux États-Unis, Tony travaille dans différentes librairies et une maison d'édition. Il rencontre sa future épouse Dolores dans une bibliothèque universitaire. Pendant plusieurs années, il écrit de la poésie avant de s'orienter vers la littérature jeunesse, encouragé par un atelier d'écriture qu'il suit avec Patricia Reilly Giff. Cette formation aboutit à la publication de son premier livre, Danger Guys.
Tony Abbott a reçu plusieurs distinctions, y compris le Golden Kite Award for Fiction pour Firegirl, et l'Edgar Allan Poe Award pour The Postcard en 2009.

## Vie privée
Tony vit actuellement dans le Connecticut avec son épouse Dolores, leurs deux filles et leurs deux chiens. Il continue d'avoir un impact sur le monde littéraire et est un fervent soutien des librairies indépendantes.

## Publications
Il a publié plus d'une centaine de livres, dont notamment :
- Danger Guys
- Cracked Classics
- Secrets of Droon
- Firegirl
- The Postcard